# Daisuke Enomoto
Daisuke Enomoto (jap. 榎本大輔 Enomoto Daisuke; ur. 22 kwietnia 1971 w Matsudo, prefektura Chiba, przydomek Dice-K) – japoński przedsiębiorca i były dyrektor Livedoor, miał być czwartym z kolei kosmicznym turystą.
Do firmy Space Adventures zgłosił się w listopadzie 2004 r., aby uczestniczyć w locie kosmicznym na pokładzie statku Sojuz i Międzynarodowej Stacji Kosmicznej. Nie przeszedł jednak pomyślnie badań lekarskich w kwietniu 2005 r. Komisja medyczna z powodu problemów z oczami nie dopuściła go do dalszych przygotowań. Po przeprowadzeniu korekcji wzroku, w listopadzie 2005 r. Enomoto podpisał kontrakt na udział w misji kosmicznej. W lutym 2006 r. komisja lekarska zezwoliła mu na udział w specjalistycznych przygotowaniach do lotu. Od marca 2006 r. szkolił się w Centrum Wyszkolenia Kosmonautów im. J. Gagarina w Gwiezdnym Miasteczku koło Moskwy.
Z początkiem czerwca 2006 r. został zatwierdzony do składu załogi Sojuza TMA-9, którego start zaplanowano na 14 września 2006 r. Razem z nim w załodze znaleźli się Michaił Tiurin oraz Michael Lopez-Alegria. Dice-K byłby pierwszym kosmicznym turystą pochodzącym z Azji i jednocześnie siódmym japońskim astronautą. Znalazł się w serwisach prasowych na całym świecie, gdy wyszło na jaw, że zamierza polecieć w kosmos w kostiumie Chara Aznable, bohatera filmu animowanego (anime) Gundam.
21 sierpnia 2006 r. komisja medyczna nie zezwoliła Daisuke Enomoto na udział w locie Sojuza TMA-9. Został zastąpiony przez dublerkę – Amerykankę irańskiego pochodzenia Anousheh Ansari.